# Al-Merreikh Omdurmán
El Al Merreikh Omdurmán (en árabe: نادي المريخ الرياضي‎) es un club de fútbol de Sudán, de la ciudad de Omdurmán. Fue fundado en 1927 y juega en la Primera División de Sudán. 

## Historia
En 1908 un grupo de estudiantes del distrito Al-Masalma (Omdurmán) fundó un equipo de fútbol llamado Sport Club of Al-Masalma y es uno de los equipos más viejos de África. El equipo se cambió el nombre por el actual el 14 de noviembre de 1927.
El club consiguió su primer título de Liga en 1970. Ha ganado este torneo en 20 ocasiones. También posee 25 Copas de Sudán.
En 1965 el equipo empezó a publicar el diario Al-Merreikh (también conocido como mariekhnews). Actualmente este periódico es el diario deportivo más antiguo del país.

## Uniforme
- Uniforme titular: Camiseta roja con franjas amarillas en las mangas, pantalón rojo y medias rojas.
- Uniforme alternativo: Camiseta amarilla con franjas rojas en las mangas, pantalón amarillo y medias amarillas.

Aunque actualmente el equipo viste de rojo en sus inicios la equipación era negra.

## Estadio
El Al Merreikh juega en el Estadio Al Merreikh. Fue inaugurado en 1962 y tiene capacidad para más de 42000 personas.

## Entrenadores
| - Mansour Ramadan - John Manang - Marco - Ahmed Rifaat - Horest - Branco Tucak - Arnest Roder - Senad Kreso - Dušan - Ion Motroc | - Mahmoud Saad - Carlos Roberto Pereira (2003–04) - Otto Pfister (2006–07) - Michael Krüger (2008) - Rodion Gačanin (2009) - Mohammed Abdallah (1999–06) - José Luis Carbone - Michael Krüger (julio de 2010–noviembre de 2010) - Hossam El-Badry (diciembre de 2010–diciembre de 2011) - Heron Ricardo Ferreira (marzo de 2012–diciembre de 2012) - Mohamed Nabil Khoukhi (diciembre de 2012-agosto de 2013) - Michael Kruger (agosto de 2013-febrero de 2014) - Otto Pfister (febrero de 2014-diciembre de 2014) - Diego Garzitto (diciembre de 2014-noviembre de 2015) - Luc Eymael (diciembre de 2015-junio de 2016) - Antoine Hey (noviembre de 2016-enero de 2017) - Diego Garzitto (enero de 2017-agosto de 2017) - A Mohammed Saad (agosto de 2017-enero de 2018) (CT) - Mohamed Mazda (enero de 2018) - Didier Gomes Da Rosa (noviembre de 2020) |

## Jugadores

### Jugadores destacados
| - Paulinho - Alaa Abdul-Zahra - Saad Attiya - Boucader Diallo - Lassana Fané - Boubacar Koné - Karim Elddafi - Obinna Auko - Effosa Eguakon - Endurance Idahor - Alua Gaseruka | - Jean Lomami - Cheikh Diop - James Moga - Kamal Abdalwahab - Majid Abu-Jinzeer - Boraey Ahmed Al-Basheer - Ibrahoma Al-Masoudia - Hamid Braima - Hassan Dahdooh - Hammori - Sami Izzaddin | - Ammar Khalid - Amir Damar Koku - Bushra Wahba - Jean-Paul Abalo - Mehdi Ben Dhifallah - Haytham Mrabet - Abdelkarim Nafti - Lawrence Segawa - Ali Al-Nono - Zacharia Simukonda - Elijah Tana |

### Jugadores en selecciones nacionales
Nota: en negrita jugadores parte de la última convocatoria en sus respectivas selecciones.
| País                                       | Categoría | Jugador(es)   |
| ------------------------------------------ | --------- | ------------- |
| Colombia                                   | Sub-20    | Brayan Angulo |
| Datos actualizados el 7 de agosto de 2022. |           |               |

## Palmarés

### Torneos nacionales
- Primera División de Sudán (22):

1970, 1971, 1972, 1973, 1975, 1977, 1978, 1982, 1985, 1990, 1993, 1997, 2000, 2001, 2002, 2008, 2011, 2013, 2015, 2019, 2020
- Copa de Sudán (25):

1963, 1970, 1971, 1972, 1974, 1983, 1984, 1985, 1986, 1988, 1991, 1992, 1994, 1996, 2001, 2005, 2006, 2007, 2008, 2010, 2012, 2013, 2014, 2015, 2018.
- Ligas de Jartum (20):

1953–54, 1955–56, 1961–62, 1965–66, 1967–68, 1971–72, 1972–73, 1978–79, 1980–81, 1982–83, 1984–85, 1985–86, 1990–91, 1991–92, 1992–93, 1995–96, 1996–97

### Torneos internacionales
- Copa de Clubes de la CECAFA (2): 1986 y 1994

- Recopa Africana (1): 1989

- Copa Dorada de Dubái: (1): 1987

## Participación en competiciones de la CAF
| Temporada | Torneo                            | Ronda             | Club                  | Local | Visita | Global       |
| --------- | --------------------------------- | ----------------- | --------------------- | ----- | ------ | ------------ |
| 1971      | Copa Africana de Clubes Campeones | Primera Ronda     | Tele SC Asmara        | 0-1   | 2-1    | 2-2 (v.)     |
| 1971      | Copa Africana de Clubes Campeones | Segunda Ronda     | Asante Kotoko         | 2-1   | 0-1    | 2-2 (v.)     |
| 1972      | Copa Africana de Clubes Campeones | Primera Ronda     | Al-Ahly               | w/o 1 | w/o 1  | w/o 1        |
| 1973      | Copa Africana de Clubes Campeones | Primera Ronda     | Young Africans        | 1-1   | 2-1    | 3-2          |
| 1973      | Copa Africana de Clubes Campeones | Segunda Ronda     | Asante Kotoko         | 1-1   | 0-3    | 1-4          |
| 1975      | Copa Africana de Clubes Campeones | Primera Ronda     | ASDR Fatima           | 3-0   | 2-0 2  | 5-0          |
| 1975      | Copa Africana de Clubes Campeones | Segunda ronda     | Inter Star            | 4-2   | 0-0    | 4-2          |
| 1975      | Copa Africana de Clubes Campeones | Cuartos de final  | Ghazl Al-Mehalla      | 0-0   | 1-2    | 1-2          |
| 1978      | Copa Africana de Clubes Campeones | Primera Ronda     | Hardware Stars        | 4-0   | 1-1    | 5-1          |
| 1978      | Copa Africana de Clubes Campeones | Segunda Ronda     | Canon Yaoundé         | 2-1   | 0-2    | 2-3          |
| 1979      | Copa Africana de Clubes Campeones | Primera Ronda     | Kenya Breweries       | w/o 3 | w/o 3  | w/o 3        |
| 1983      | Copa Africana de Clubes Campeones | Primera Ronda     | Al-Ahly               | 0-0   | 0-1    | 0-1          |
| 1984      | Recopa Africana                   | Primera Ronda     | KMKM                  | 1-0   | 1-0    | 2-0          |
| 1984      | Recopa Africana                   | Segunda Ronda     | Al-Mokawloon Al-Arab  | 0-0   | 0-2    | 0-2          |
| 1985      | Recopa Africana                   | Primera Ronda     | AFC Leopards          | 2-1   | 0-2    | 2-3          |
| 1986      | Recopa Africana                   | Ronda Preliminar  | AS Tempête Mocaf      | 1-1   | 0-1    | 1-2          |
| 1986      | Copa Africana de Clubes Campeones | Primera Ronda     | Espérance de Tunis    | 2-1   | 0-1    | 2-2 (v.)     |
| 1987      | Recopa Africana                   | Primera Ronda     | Blue Bats             | 2-0   | 1-0    | 3-0          |
| 1987      | Recopa Africana                   | Segunda Ronda     | Gor Mahia             | 1-1   | 0-0    | 1-1 (v.)     |
| 1989      | Recopa Africana                   | Primera Ronda     | Al-Ahly Trípoli       | w/o 4 | w/o 4  | w/o 4        |
| 1989      | Recopa Africana                   | Segunda ronda     | CA Bizertin           | 2-0   | 0-1    | 2-1          |
| 1989      | Recopa Africana                   | Cuartos de final  | Patronage Sainte-Anne | 2-0   | 1-0    | 3-1          |
| 1989      | Recopa Africana                   | Semifinales       | Gor Mahia             | 2-0   | 0-1    | 2-1          |
| 1989      | Recopa Africana                   | Final             | Bendel United         | 1-0   | 0-0    | 1-0          |
| 1990      | Recopa Africana                   | Primera Ronda     | Al Suguar             | 3-0   | w/o 5  | 3-0          |
| 1990      | Recopa Africana                   | Segunda ronda     | Petrosport            | 2-0   | 0-2    | 2-2 (4-3 p.) |
| 1990      | Recopa Africana                   | Cuartos de final  | BTM                   | 1-0   | 0-0    | 1-0          |
| 1990      | Recopa Africana                   | Semifinales       | Club Africain         | 1-0   | 0-1    | 1-1 (3-4 p.) |
| 1991      | Copa Africana de Clubes Campeones | Primera Ronda     | Villa                 | 1-0   | 0-1    | 1-1 (7-8 p.) |
| 1992      | Recopa Africana                   | Primera Ronda     | Express               | 1-0   | 1-1    | 2-1          |
| 1992      | Recopa Africana                   | Segunda ronda     | Railways SC           | 3-1   | 1-2    | 4-3          |
| 1992      | Recopa Africana                   | Cuartos de final  | USM Libreville        | 3-0   | 1-2    | 4-2          |
| 1992      | Recopa Africana                   | Semifinales       | Vital'O               | 1-0   | 2-4    | 3-4          |
| 1993      | Recopa Africana                   | Primera Ronda     | Express               | 3-0   | 0-2    | 3-2          |
| 1993      | Recopa Africana                   | Segunda ronda     | Kenya Breweries       | 1-0   | 1-1    | 2-1          |
| 1993      | Recopa Africana                   | Cuartos de final  | Al-Ahly               | 1-2   | 1-5    | 2-7          |
| 1993      | Copa CAF                          | Primera ronda     | Insurance             | 1-1   | 0-0    | 1-1 (v.)     |
| 1994      | Copa Africana de Clubes Campeones | Primera Ronda     | Simba                 | 0-1   | 0-1    | 0-2          |
| 1995      | Recopa Africana                   | Segunda Ronda     | Maxaquene             | 1-1   | 1-2    | 2-3          |
| 1997      | Recopa Africana                   | Primera Ronda     | Al Mansourah SC       | 0-2   | 0-1    | 0-3          |
| 1998      | Liga de Campeones de la CAF       | Primera Ronda     | Utalii FC             | 3-0   | 0-4    | 3-4          |
| 1999      | Recopa Africana                   | Primera Ronda     | Al-Masry Club         | 1-0   | 0-1    | 1-1 (3-4 p.) |
| 2000      | Recopa Africana                   | Primera Ronda     | Mbale Heroes          | 2-1   | 2-0    | 4-1          |
| 2000      | Recopa Africana                   | Segunda Ronda     | Saint-Louisienne      | 1-2   | 0-2    | 1-4          |
| 2001      | Copa CAF                          | Primera Ronda     | MO Constantine        | 1-1   | 0-2    | 1-3          |
| 2001      | Liga de Campeones de la CAF       | Primera Ronda     | Power Dynamos         | 2-0   | 2-1    | 4-1          |
| 2001      | Liga de Campeones de la CAF       | Segunda Ronda     | CR Belouizdad         | 2-0   | 0-3    | 2-3          |
| 2002      | Liga de Campeones de la CAF       | Primera Ronda     | Villa                 | 2-1   | 2-2    | 4-3          |
| 2002      | Liga de Campeones de la CAF       | Segunda Ronda     | Al-Ahly               | 3-1   | 0-2    | 3-3 (v.)     |
| 2003      | Liga de Campeones de la CAF       | Primera Ronda     | Canon Yaoundé         | 4-0   | 0-5    | 4-5          |
| 2004      | Copa Confederación de la CAF      | Ronda Preliminar  | Green Buffaloes       | 1-0   | 0-2    | 1-2          |
| 2005      | Copa Confederación de la CAF      | Primera Ronda     | USCA Foot             | 3-0   | 1-3    | 4-3          |
| 2005      | Copa Confederación de la CAF      | Segunda Ronda     | Al-Mokawloon Al-Arab  | 3-1   | 0-3    | 3-4          |
| 2006      | Copa Confederación de la CAF      | Primera Ronda     | URA                   | 2-0   | 1-2    | 3-2          |
| 2006      | Copa Confederación de la CAF      | Segunda Ronda     | USFAS                 | 3-0   | 0-3    | 3-3 (3-2 p.) |
| 2006      | Copa Confederación de la CAF      | Tercera Ronda     | Saint Eloi Lupopo     | 2-1   | 0-2    | 2-3          |
| 2007      | Copa Confederación de la CAF      | Primera Ronda     | AS CotonTchad         | 5-0   | 0-2    | 5-2          |
| 2007      | Copa Confederación de la CAF      | Segunda Ronda     | ASO Chlef             | 3-1   | 0-1    | 3-2          |
| 2007      | Copa Confederación de la CAF      | Tercera Ronda     | Young Africans        | 2-0   | 0-0    | 2-0          |
| 2007      | Copa Confederación de la CAF      | Fase de grupos    | Dolphins              | 6-1   | 0-3    | 1º lugar     |
| 2007      | Copa Confederación de la CAF      | Fase de grupos    | Kwara United          | 4-1   | 1-2    | 1º lugar     |
| 2007      | Copa Confederación de la CAF      | Fase de grupos    | Ismaily               | 1-0   | 1-1    | 1º lugar     |
| 2007      | Copa Confederación de la CAF      | Final             | Sfaxien               | 2-4   | 0-1    | 2-5          |
| 2008      | Copa Confederación de la CAF      | Primera Ronda     | Rayon Sport           | 3-0   | 0-0    | 3-0          |
| 2008      | Copa Confederación de la CAF      | Segunda Ronda     | Highlanders FC        | 2-0   | 3-1    | 5-1          |
| 2008      | Copa Confederación de la CAF      | Tercera Ronda     | OC Khouribga          | 0-0   | 3-3    | 3-3 (v.)     |
| 2008      | Copa Confederación de la CAF      | Fase de grupos    | Étoile du Sahel       | 2-0   | 1-2    | 3º lugar     |
| 2008      | Copa Confederación de la CAF      | Fase de grupos    | Asante Kotoko         | 2-1   | 0-1    | 3º lugar     |
| 2008      | Copa Confederación de la CAF      | Fase de grupos    | JS Kabylie            | 3-1   | 1-3    | 3º lugar     |
| 2009      | Liga de Campeones de la CAF       | Ronda Preliminar  | ATRACO FC             | 2-1   | 0-0    | 2-1          |
| 2009      | Liga de Campeones de la CAF       | Primera Ronda     | Al-Ittihad Trípoli    | 3-0   | 1-1    | 4-1          |
| 2009      | Liga de Campeones de la CAF       | Segunda Ronda     | Kampala Capital City  | 1-0   | 1-1    | 2-1          |
| 2009      | Liga de Campeones de la CAF       | Fase de grupos    | Kano Pillars          | 1-1   | 1-3    | 4º lugar     |
| 2009      | Liga de Campeones de la CAF       | Fase de grupos    | Al-Hilal Omdurmán     | 1-3   | 0-0    | 4º lugar     |
| 2009      | Liga de Campeones de la CAF       | Fase de grupos    | ZESCO United          | 0-0   | 2-3    | 4º lugar     |
| 2010      | Liga de Campeones de la CAF       | Ronda Preliminar  | Saint-George SA       | 3-1   | 1-1    | 4-2          |
| 2010      | Liga de Campeones de la CAF       | Primera Ronda     | Gazelle               | 2-0   | 1-1    | 3-1          |
| 2010      | Liga de Campeones de la CAF       | Segunda Ronda     | Espérance de Tunis    | 1-1   | 0-3    | 1-4          |
| 2010      | Copa Confederación de la CAF      | Ronda de Play-Off | ASFAN                 | 2-2   | 1-2    | 3-4          |
| 2011      | Liga de Campeones de la CAF       | Ronda Preliminar  | Interclube            | 2-0   | 0-2    | 2-2 (2-3 p.) |
| 2012      | Liga de Campeones de la CAF       | Primera Ronda     | FC Platinum           | 3-0   | 2-2    | 5-2          |
| 2012      | Liga de Campeones de la CAF       | Segunda Ronda     | Mazembe               | 1-1   | 0-2    | 1-3          |
| 2012      | Copa Confederación de la CAF      | Ronda de Play-Off | Black Leopards        | 3-2   | 0-0    | 3-2          |
| 2012      | Copa Confederación de la CAF      | Fase de grupos    | Al-Hilal Omdurmán     | 3-2   | 1-1    | 1º lugar     |
| 2012      | Copa Confederación de la CAF      | Fase de grupos    | Interclube            | 1-0   | 0-0    | 1º lugar     |
| 2012      | Copa Confederación de la CAF      | Fase de grupos    | Al-Ahly Shendi        | 2-0   | 1-0    | 1º lugar     |
| 2012      | Copa Confederación de la CAF      | Semifinales       | AC Léopards           | 0-0   | 1-2    | 1-2          |
| 2013      | Liga de Campeones de la CAF       | Primera Ronda     | Recreativo Libolo     | 1-2   | 1-2    | 2-4          |
| 2014      | Liga de Campeones de la CAF       | Ronda Preliminar  | Kampala Capital City  | 2-1   | 0-2    | 2-3          |
| 2015      | Liga de Campeones de la CAF       | Primera Ronda     | Kabuscorp SCP         | 2-0   | 1-2    | 3-2          |
| 2015      | Liga de Campeones de la CAF       | Segunda Ronda     | Espérance de Tunis    | 1-0   | 1-2    | 2-2 (v.)     |
| 2015      | Liga de Campeones de la CAF       | Fase de grupos    | USM Alger             | 1-0   | 0-1    | 2º lugar     |
| 2015      | Liga de Campeones de la CAF       | Fase de grupos    | Sétif                 | 2-0   | 1-1    | 2º lugar     |
| 2015      | Liga de Campeones de la CAF       | Fase de grupos    | MC El Eulma           | 2-0   | 3-2    | 2º lugar     |
| 2015      | Liga de Campeones de la CAF       | Semifinales       | Mazembe               | 2-1   | 0-3    | 2-4          |
| 2016      | Liga de Campeones de la CAF       | Primera Ronda     | Warri Wolves          | 1-0   | 1-0    | 2-0          |
| 2016      | Liga de Campeones de la CAF       | Segunda Ronda     | Sétif                 | 2-2   | 0-0    | 2-2 (v.)     |
| 2016      | Copa Confederación de la CAF      | Ronda de Play-Off | Kawkab Marrakech      | 1-0   | 0-2    | 1-2          |
| 2017      | Liga de Campeones de la CAF       | Ronda Preliminar  | Sony Elá Nguema       | 4-1   | 1-0    | 5-1          |
| 2017      | Liga de Campeones de la CAF       | Primera Ronda     | Rivers United         | 4-0   | 0-3    | 4-3          |
| 2017      | Liga de Campeones de la CAF       | Fase de grupos    | Étoile du Sahel       | 1-2   | 0-3 6  | 3º lugar     |
| 2017      | Liga de Campeones de la CAF       | Fase de grupos    | Ferroviário da Beira  | 2-1   | 0-1    | 3º lugar     |
| 2017      | Liga de Campeones de la CAF       | Fase de grupos    | Al-Hilal Omdurmán     | 2-1   | 1-1    | 3º lugar     |
| 2018      | Liga de Campeones de la CAF       | Ronda Preliminar  | Township Rollers      | 2-1   | 0-3    | 2-4          |
| 2018-19   | Liga de Campeones de la CAF       | Ronda Preliminar  | Vipers                | 2-1   | 0-1    | 2-2 (v.)     |
| 2019-20   | Liga de Campeones de la CAF       | Ronda Preliminar  | JS Kabylie            | 3-2   | 0-1    | 3-3 (v.)     |
| 2020-21   | Liga de Campeones de la CAF       | Ronda Preliminar  | AS Otoho              | 2-0   | 1-1    | 3-1          |
| 2020-21   | Liga de Campeones de la CAF       | Primera Ronda     | Enyimba               | 3-0   | 1-2    | 4-2          |
| 2020-21   | Liga de Campeones de la CAF       | Fase de grupos    | Simba                 | 0-0   | 0-3    | 4° lugar     |
| 2020-21   | Liga de Campeones de la CAF       | Fase de grupos    | Al-Ahly               | 2-2   | 0-3    | 4° lugar     |
| 2020-21   | Liga de Campeones de la CAF       | Fase de grupos    | Vita Club             | 1-4   | 1-3    | 4° lugar     |
| 2021-22   | Liga de Campeones de la CAF       | Primera Ronda     | Express               | 1-0   | 1-2    | 2-2 (v.)     |
| 2021-22   | Liga de Campeones de la CAF       | Segunda Ronda     | Zanaco                | 3-0   | 1-2    | 4-2          |
| 2021-22   | Liga de Campeones de la CAF       | Fase de grupos    | Mamelodi Sundowns     | 0-0   | 0-3    | 4° lugar     |
| 2021-22   | Liga de Campeones de la CAF       | Fase de grupos    | Al-Ahly               | 1-3   | 2-3    | 4° lugar     |
| 2021-22   | Liga de Campeones de la CAF       | Fase de grupos    | Al-Hilal Omdurmán     | 2-1   | 0-1    | 4° lugar     |
| 2022-23   | Liga de Campeones de la CAF       | Primera Ronda     | Arta/Solar7           | 0-0   | 2-1    | 2-1          |
| 2022-23   | Liga de Campeones de la CAF       | Segunda Ronda     | Al Ahli Tripoli       | 2-0   | 1-3    | 3-3 (v.)     |
| 2022-23   | Liga de Campeones de la CAF       | Fase de grupos    | Espérance ST          | 1-1   | 0-1    | 4° lugar     |
| 2022-23   | Liga de Campeones de la CAF       | Fase de grupos    | CR Belouizdad         | 1-0   | 0-1    | 4° lugar     |
| 2022-23   | Liga de Campeones de la CAF       | Fase de grupos    | Zamalek SC            | 0-0   | 3-4    | 4° lugar     |
| 2023-24   | Liga de Campeones de la CAF       | Primera Ronda     | AS Otoho              | 0-0   | 1-1    | 1-1 (v.)     |
| 2023-24   | Liga de Campeones de la CAF       | Segunda Ronda     | Young Africans        | 0-2   | 0-1    | 0-3          |
| 2024-25   | Liga de Campeones de la CAF       | Primera Ronda     | Al-Nasr Benghazi      | 1-1   | 1-0    | 2-1          |
| 2024-25   | Liga de Campeones de la CAF       | Segunda Ronda     | FAR Rabat             | 2-2   | 0-2    | 2-4          |

1- Al-Merreikh abandonó el torneo.

2- El partido fue abandonado cuando el Al-Merreikh ganaba 2-0 luego de que los jugadores del ASDR Fatima se fueron del campo como protesta por el arbitraje. ASDR Fatima fue expulsado del torneo.

3- Ambos equipos abandonaron el torneo.

4- Al Ahly Trípoli abandonó el torneo.

5- Al Suguar abandonó el torneo al finalizar el partido de ida.

6- La FIFA suspendió a la Asociación de Fútbol de Sudán el 7 de julio de 2017 por lo que los partidos de sus equipos fueron acreditados como derrotas por marcador de 0-3.

## Presidentes
| - Khaled Abdullah - Sulaiman Atabani - Mohammed Khair Ali - Mohammed Ali Bakhiet - Yousif Omer Agha - Mohammed Bashier Fourawy - Mohammed Sherrief Ahmed |  | - Ishag Shadad - Dr.Mohammed Saeed Bayiomy - Bashier Hassan Bashier - Ibrahim Mohammed Ahmed - Fahmy Sulaiman - Yousif Abusamra - Abdulrahim Osman Saleh |  | - Dr.Mohammed Alfatih - Badawy Mohammed Osman - Awad Abuzeid - Abdulrahman Shakhour - Mahadi Alfaki - Hassan Abu-ala'ila - Fouad Altoum |  | - Abdulaziz Shiddou - Khalid Hassan Abbas - Abdulhamid Haggoug - Mahil Abu Ginna - Dr.Tag Alsir Mahgoub - Mohammed Eliyas Mahgoub - Gamal Alwali |

## Desgracia
El 6 de marzo de 2010, en el partido contra el Alamal Atbara, el jugador Endurance Idahor murió en pleno partido por causas desconocidas.